# IJslumburen
IJslumburen (Fries: Ieslumbuorren) is een buurtschap in de gemeente Harlingen, in de Nederlandse provincie Friesland. IJslumburen ligt ten oosten van de stad Harlingen en ten noorden van Achlum aan de Ieslumbuorren en de Ludingaweg.

## Geschiedenis
De buurtschap is ontstaan op een terp, een opgeworpen heuvel in het landschap. De terp dateert van de midden tot late ijzertijd. In 1885 of 86 werden vier Scandinavische D-bracteaten gevonden op een terp ten zuiden van Franeker. Mogelijk gaat het om de terp IJslumburen, maar het zou ook die van Groot Deersum kunnen zijn. Bracteaten zijn eenzijdige goud of zilveren munten die als juweel werden gedragen.  In 1900 werd  bij een afgraving van de terp een skelet uit de ijzertijd gevonden. Het skelet was vermoedelijk van een jonge vrouw en was begraven met een smalle bronzen armband om.
In 1873 werd de Plattedijk, de latere Ludingaweg, tussen Achlum en Midlum verhard. De Plattedijk liep langs IJslumburen en zorgde voor een betere wegverbinding met de beide dorpen. Voor de verharding waren de plaatsen verbonden door allerlei voetpaden, zogeheten binnenpaden. De drukst gebruikte binnenpaden waren die tussen IJslumburen en de Monnickenbildt, een van de overblijfsels van het kloostergoed van Ludingakerke, net ten noordwesten van Achlum.
De buurtschap behoorde oorspronkelijk tot het dorp Achlum. In de tweede helft van twintigste eeuw vonden er grenscorrecties plaats in de regio waarbij onder meer IJslumburen en de voormalige buurtschap Luidum binnen grondgebied van de stad Harlingen binnen de gemeente Harlingen kwam te liggen. De Nieuwe Encyclopedie van Fryslân uit 2016 duidde IJslumburen zowel aan als een van de buurtschappen van  Achlum, als ook van Harlingen.
De polder rond IJslumburen werd aanvankelijk de IJslumbuurtsche polder genoemd. Deze polder is in het begin van de tweede helft van de twintigste eeuw opgegaan in de samengevoegde polder Polder Ludinga, een verwijzing naar zowel de buurtschap als het klooster Ludingakerke. De buurtschap IJslumburen had tot halverwege de twintigste eeuw een opvaart naar de Achlumervaart. De brug over deze opvaart in de Ludingaweg heette de IJslumbuurtertille. 
Op de kadasterkaarten van het begin van de twintigste eeuw is te zien dat er slechts enkele bebouwing over was van de oorspronkelijke buurtschap Ludinga(kerke).

### Herkomst van de naam
IJslumburen werd in 1418 vermeld als Eslum, in 1511 als Eslem en in 1546 als Ezelum. In de 19e eeuw duikt de naam IJslumburen op. In 1840 duidt Van der Aa Eselemsburen als de Nederlandstalige naam en Yslumburen als de Friestalige. De plaatsnaam komt van de persoonsnaam Esel, afgeleid van de mannennaam Ese.

## Molen
Aan de opvaart van IJslumburen stond in 1832 een poldermolen. De molen maalde het water voor de IJslumbuurtsterpolder, en staat daarom onder die naam bekend. In het werk 'Molens in en om Harlingen een rijke historie' uit 1990 wordt een molen genoemd die gebouwd werd in 1858 in IJslumburen. Mogelijk gaat het hierbij dan om een herbouwde molen. De molen werd rond 1918 afgebroken. Over de molen is weinig bekend.

## Klaas Kunst
Een befaamde inwoner van IJslumburen was Klaas Kunst, waarschijnlijk Klaas Gerritsen Wiersma of Wieringa geheten, een boer die leefde aan het einde van 17e eeuw en begin 18e eeuw. Klaas Kunst pachtte wat land van de kerk om te boeren, maar zijn bekendheid is vanwege zijn grote kennis van de sterrenkunde, natuurkunde en wiskunde. Daarnaast zou hij in contact met het bovennatuurlijke staan en bovenaardse machten bezitten. 
Het belangrijkste volksverhaal rond hem is het bezoek van een aantal studenten van de Universiteit van Franeker, waar hij hoog was aangeschreven. Na het bezoek, waarbij ze niets van het bovennatuurlijke hadden gemerkt, vertrokken ze laat in de avond terug naar Franeker. Na lang lopen belandden ze eerst in Harlingen, om daarna bij het teruglopen in Bolsward te belanden. Van daaruit trokken ze opnieuw naar Franeker. Bij daglicht stonden ze plots weer bij de stallen van de boer en klaas Kunst keek over de staldeur heen en riep; ‘Nu hebben de heren toch ook iets van Klaasboer zijn toverkunsten gezien, of niet? Ga nu maar naar Franeker.’ De studenten liepen daarna vrij makkelijk terug naar Franeker.
Stad en dorpen: Harlingen · Midlum · Wijnaldum

Buurtschappen: Atjetille ·De Blijnse · IJslumburen · Kiesterzijl (klein deel) · Koetille · Koningsbuurt · Roptazijl (deels) · Saltryp · Voorrijp

Voormalige buurtschappen: Almenum · Luidum · Ungabuurt

Friesland: Steden en dorpen      Nederland: Provincies · Gemeenten